# Cosmozoma
Cosmozoma is een geslacht van rechtvleugeligen uit de familie sabelsprinkhanen (Tettigoniidae). De wetenschappelijke naam van dit geslacht is voor het eerst geldig gepubliceerd in 1889 door Karsch.

## Soorten
Het geslacht Cosmozoma omvat de volgende soorten:
- Cosmozoma doenitzi Karsch, 1889
- Cosmozoma sikorae Brunner von Wattenwyl, 1891
- Cosmozoma voluptaria Brunner von Wattenwyl, 1891